# Bassem Hassan Mohammed

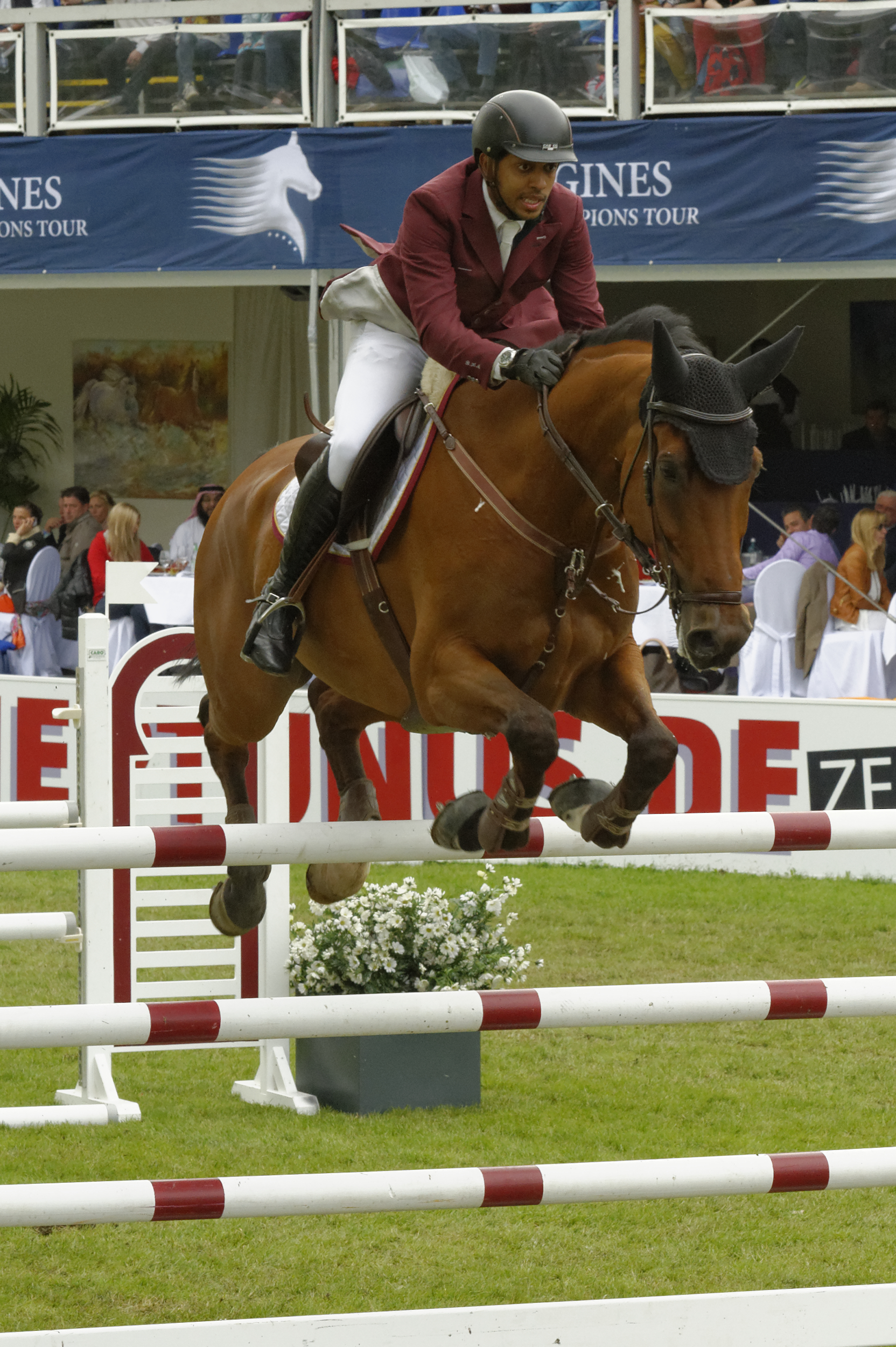
Bassem Hassan Mohammed und Cantinero beim Internationalen Pfingstturnier Wiesbaden (2013)

Bassem Hassan Mohammed (* 13. Mai 1987) ist ein Springreiter aus Katar.
In der Anfang Mai 2015 veröffentlichten Weltrangliste befand er sich auf Platz 30. 
2013 belegte er im Sattel von Rosalia als Teil der katarischen Mannschaft Platz sechs im Nationenpreis von al-Ain, auch am Nationenpreisfinale nahm er mit ihr teil. Mit demselben Pferd kam er beim Weltcupfinale 2013 auf den 31. Platz.
Seinen bisher größten Einzelerfolg erreichte Bassem Hassan Mohammed, als er mit Victoria den Großen Preis von Monaco, eine Etappe der Global Champions Tour 2014 gewann. Dies war zudem der erste Sieg eines arabischen Reiters in einer Wertungsprüfung der Global Champions Tour. Im selben Jahr gewann er mit der katarischen Mannschaft bei den Asienspielen die Goldmedaille.
Bassem Hassan Mohammed wird von Jan Tops trainiert.

## Pferde (Auszug)
aktuelle:
- Rosalia La Silla (* 2001), braune Holsteiner Stute, Vater: Cassini I, Muttervater: Contender, Besitzer: Qatar Armed Forces, seit September 2012, zuvor von Alberto Michán Halbinger geritten.
- Victoria (ehemals: Victory van de Laarseheide; * 2002), braune KWPN-Stute, Vater: Tangelo van de Zuuthoeve, Muttervater: Cordano, seit März 2013, zuvor von Federico Fernandez und Ali Al Rumaihi geritten

ehemalige Turnierpferde:
- Kellemoi de Pepita (* 1998), Selle Français, braune Stute, Vater: Voltaire, Muttervater: Jalme des Mesnuls, von Dezember 2011 bis Mai 2012 von Bassem Hassan Mohammed geritten
- Cantinero (ehemals: Chopin de Mariposa; * 2002), brauner Belgischer Warmblut-Wallach, Vater: Cento, Muttervater: Cash, Besitzer: Qatar Armed Forces, von September 2012 bis Dezember 2013 von Bassem Hassan Mohammed geritten, zuvor von Markus Beerbaum, danach von Henrik von Eckermann

## Erfolge
- Asienspiele:
  - 2014, Incheon: mit Anyway 1. Platz mit der Mannschaft
- Weltcupfinale:
  - 2013, Göteborg: 31. Platz mit Rosalia